# Chiasmodon subniger
Chiasmodon subniger es una especie de pez actinopeterigio marino, de la familia de los quiasmodóntidos.

## Morfología
De cuerpo pequeño con una longitud máxima descrita de solo 3 cm. Mandíbula inferior corta, no extendiéndose más allá de la mandíbula superior, lo que los diferencia de otros peces de la familia.

## Distribución y hábitat
Se distribuye por todo el este del océano Pacífico, desde el archipiélago de Hawái al oeste hasta toda la costa americana del Pacífico al este, desde Canadá al norte hasta Chile al sur. Son peces marinos de aguas profundas, de hábitat oceánico-pelágico, tanto mesopelágicos como batipelágicos abisales, que viven en un rango de profundidad entre los 245 m y los 4568 m.